# Tra te e il mare
Tra te e il mare é o quinto álbum de estúdio da cantora Laura Pausini. Seu lançamento ocorreu no dia 15 de setembro de 2000. O álbum possui uma versão em espanhol intitulada "Entre tú y mil mares", lançado no dia 11 de setembro de 2000.
Em 2001, na premiação do Grammy Latino, "Entre tú y mil mares" recebeu uma nomeação na categoria Melhor álbum vocal pop feminino. Em seu ano de lançamento o álbum vendeu 5 milhões de cópias e atualmente estimasse 5,5 milhões de cópias físicas comercializadas de 2000 aos dias de hoje. 

## Informações do álbum
O lançamento do álbum foi antecipado pelo single Tra te e il mare, de autoria do cantor italiano Biagio Antonacci, lançado e presente nas rádios a partir do dia 2 de setembro de 2000.
O disco contém 14 faixas inéditas, e apesar de marcar a cessação definitiva das temáticas adolescentes de Laura Pausini, não apresentou grandes novidades em relação aos seus álbuns anteriores. As canções que compõe o álbum têm como temas principais o amor (Tra te e il mare, Come si fa, Anche se non mi vuoi, Volevo dirti che ti amo), a saudade (Viaggio con te, Ricordami) e a busca de energia para superar os problemas (Fidati di me), temas esses característicos também do repertório precedente da cantora italiana.
A primeira faixa do disco, Siamo noi, é dedicada às pessoas de todos os dias e conta a normalidade da insegurança, a canção Per vivere aborda o tema das favelas e é dedicado a um menino de 9 anos que a Laura Pausini conheceu no Rio de Janeiro, Jenny se trata de uma canção que foi inspirada no filme Cidade dos Anjos, que conta a história de um anjo em busca uma pessoa para salvar.
Entre as outras canções presentes no álbum estão Anche se non mi vuoi, que retrata os momentos de crise de um casamento; Ricordami, para nos fazer ententer que recordar é importante; Volevo dirti che ti amo, expressão musical de uma declaração de amor; Musica sarà representa a paixão pela música; Come si fa, pergunta como se pode terminar um grande amor; Viaggio con te, que é dedicada ao seu pai, Fabrizio Pausini; e fechando o disco, uma canção em inglês, The extra mile, inserida na trilha sonora do filme Pokémon 2000 - O poder de um.
Muitas das canções do álbum têm a própria Laura Pausini como autora em parceria com Cheope e Giuseppe Dati. Entre os outros autores estão Mario Lavezzi em Mentre la notte va, Andreas Carlsson em Il mio sbaglio più grande e  Federica Fratoni em Anche se non mi vuoi e Jenny.
O disco foi produzido por Kc Porter, Alfredo Cerruti, Dado Parisini e Celso Valli e os arranjos foram de Dado Parisini.

## CDs e lista de faixas

### Tra te e il mare
A versão padrão em italiano do disco, Tra te e il mare, é constituída por um CD com 14 faixas inéditas e foi lançado na Itália no dia 15 de setembro de 2000.
Lista de faixas
| N.º            | Título                      | Letras                                     | Música                                                        | Produtor(es)              | Duração |  |
| 1.             | "Siamo noi"                 | Laura Pausini, Cheope, Giuseppe Dati       | Eric Buffat                                                   | Dado Parisini             | 3:55    |  |
| 2.             | "Volevo dirti che ti amo"   | Laura Pausini, Cheope, Giuseppe Dati       | Eric Buffat                                                   | Celso Valli               | 4:04    |  |
| 3.             | "Il mio sbaglio più grande" | Laura Pausini, Cheope, Giuseppe Dati       | Andreas Carlsson, Alistair Thomson                            | Kc Porter                 | 3:06    |  |
| 4.             | "Tra te e il mare"          | Biagio Antonacci                           | Biagio Antonacci                                              | Dado Parisini             | 3:49    |  |
| 5.             | "Viaggio con te"            | Laura Pausini, Cheope, Giuseppe Dati       | Antonio Galbiati, Emanuela Cortesi                            | Dado Parisini             | 3:49    |  |
| 6.             | "Musica sarà"               | Laura Pausini, Cheope, Giuseppe Dati       | Nelgrado                                                      | Celso Valli               | 3:23    |  |
| 7.             | "Anche se non mi vuoi"      | Laura Pausini, Cheope, Giuseppe Dati       | Laura Pausini, Antonio Galbiati, Federica Fratoni             | Dado Parisini             | 3:56    |  |
| 8.             | "Fidati di me"              | Laura Pausini, Cheope, Giuseppe Dati       | Giuseppe Tosetto                                              | Dado Parisini             | 3:49    |  |
| 9.             | "Ricordami"                 | Laura Pausini, Cheope, Giuseppe Dati       | Fabrizio Baldoni, Gino De Stefani                             | Celso Valli               | 4:08    |  |
| 10.            | "Per vivere"                | Laura Pausini, Cheope, Giuseppe Dati       | Laura Pausini, Eric Buffat, Fabrizio Baldoni, Gino De Stefani | Celso Valli               | 4:05    |  |
| 11.            | "Mentre la notte va"        | Laura Pausini, Cheope, Giuseppe Dati       | Mario Lavezzi                                                 | Celso Valli               | 3:30    |  |
| 12.            | "Come si fa"                | Laura Pausini, Marco Falagiani             | Marco Falagiani                                               | Dado Parisini             | 4:10    |  |
| 13.            | "Jenny"                     | Laura Pausini, Cheope, Giuseppe Dati       | Federica Fratoni, Sergio Vinci                                | Dado Parisini             | 4:26    |  |
| 14.            | "The extra mile"            | Pamela Sheyne, Tina Arena, Andrew Frampton | Pamela Sheyne, Tina Arena, Andrew Frampton                    | Pamela Sheyne, Nigel Rush | 4:08    |  |
| Duração total: | Duração total:              | Duração total:                             | Duração total:                                                | Duração total:            | 54:10   |  |

### Entre tú y mil mares
A versão em espanhol do disco, Entre tú y mil mares, foi lançada na Espanha e na América Latina em 11 de setembro de 2000 e é constituída por um CD com 14 faixas inéditas.
Lista de faixas
| N.º            | Título                      | Letras                                     | Música                                                        | Adaptação      | Duração |  |
| 1.             | "Somos hoy"                 | Laura Pausini, Cheope, Giuseppe Dati       | Eric Buffat                                                   | Badia          | 3:55    |  |
| 2.             | "Quiero decirte que te amo" | Laura Pausini, Cheope, Giuseppe Dati       | Eric Buffat                                                   | Badia          | 4:04    |  |
| 3.             | "Un error de los grandes"   | Laura Pausini, Cheope, Giuseppe Dati       | Andreas Carlsson, Alistair Thomson                            | Badia          | 3:06    |  |
| 4.             | "Entre tú y mil mares"      | Biagio Antonacci                           | Biagio Antonacci                                              | Badia          | 3:49    |  |
| 5.             | "La meta de mi viaje"       | Laura Pausini, Cheope, Giuseppe Dati       | Antonio Galbiati, Emanuela Cortesi                            | León Tristán   | 3:49    |  |
| 6.             | "Música será"               | Laura Pausini, Cheope, Giuseppe Dati       | Nelgrado                                                      | Badia          | 3:23    |  |
| 7.             | "Si no me quieres hoy"      | Laura Pausini, Cheope, Giuseppe Dati       | Laura Pausini, Antonio Galbiati, Federica Fratoni             | Badia          | 3:56    |  |
| 8.             | "Fiate de mi"               | Laura Pausini, Cheope, Giuseppe Dati       | Giuseppe Tosetto                                              | Badia          | 3:49    |  |
| 9.             | "Recuérdame"                | Laura Pausini, Cheope, Giuseppe Dati       | Fabrizio Baldoni, Gino De Stefani                             | Badia          | 4:08    |  |
| 10.            | "Viviré"                    | Laura Pausini, Cheope, Giuseppe Dati       | Laura Pausini, Eric Buffat, Fabrizio Baldoni, Gino De Stefani | Badia          | 4:05    |  |
| 11.            | "Mientras la noche va"      | Laura Pausini, Cheope, Giuseppe Dati       | Mario Lavezzi                                                 | Badia          | 3:30    |  |
| 12.            | "Cómo se hará"              | Laura Pausini, Marco Falagiani             | Marco Falagiani                                               | Badia          | 4:10    |  |
| 13.            | "Jenny"                     | Laura Pausini, Cheope, Giuseppe Dati       | Federica Fratoni, Sergio Vinci                                | Badia          | 4:26    |  |
| 14.            | "The extra mile"            | Pamela Sheyne, Tina Arena, Andrew Frampton | Pamela Sheyne, Tina Arena, Andrew Frampton                    |                | 4:08    |  |
| Duração total: | Duração total:              | Duração total:                             | Duração total:                                                | Duração total: | 54:10   |  |

## Gravação
A gravação do disco Tra te e il mare ocorreu em diversos estúdios da Itália, Londres e nos Estados Unidos:
- Logic Studios em Milão;
- Estúdios Fonoprint em Bologna;
- Estúdios Excalibur em Milão;
- Air Lyndhurst Studio em Londres;
- Estúdios Ben's Gaff em Londres;
- Estúdios R.G. Jones England em Londres;
- West Lake Studios em Hollywood;
- Estúdios Bernie Grundman Mastering em Hollywood;
- Estúdios Worldbeat Recording em Calabasas, nos EUA;
- Estúdios Record Plant em Los Angeles.

## Créditos
| - Michael Landau: guitarra elétrica - Michael Thompson: guitarra elétrica - Alan Darby: guitarra elétrica - Andrea Braido: guitarra elétrica - Riccardo Galardini: guitarra elétrica - Gabriele Fersini: guitarra elétrica - Max Costa: bateria eletrônica - Kurt Bisquera: bateria eletrônica - Dado Parisini: bateria eletrônica, baixo elétrico, teclados, piano, coro - Celso Valli: bateria eletrônica, baixo elétrico, teclados, piano - Eric Buffat: teclados, piano, coro - Antonio Galbiati: teclados, piano - Luca Bignardi: bateria eletrônica - KC Porter: bateria eletrônica, teclados, piano, coro - Ali Thomson: bateria eletrônica, teclados, piano - Andreas Carlsson: bateria eletrônica, teclados, piano, coro - Ben Robbins: teclados, piano - Nigel Rush: bateria eletrônica, teclados, piano - Curt Bisquera: bateria - Alfredo Golino: bateria - Massimo Pacciani: bateria | - Pier Foschi: bateria - Leland Sklar: baixo elétrico - Cesare Chiodo: baixo elétrico - Cico Cicognani: baixo elétrico - Stefano Cantini: saxofone - Mirko Guerrini: flauta - Christopher Warren Green: violino - Gavyn Wright: violino - The London Session Orchestra: violino - The London Orchestra: violino - Lucy Wakeford: arpa - Pam Shayne: coro - Monica Magnani: coro - Lisa Abbot: coro - Sandy Chambers: coro - Emanuela Cortesi: coro - Antonella Pepe: coro - Federica Fratoni: coro - Stefano De Maco: coro - Luca Jurman: coro - Silvio Pozzoli: coro |

## Singles e videoclips
Do álbum Tra te e il mare foram retirados 4 singles, com seus respectivos videoclips:
| Título em italiano        | Título em espanhol        | Data de lançamento    |
| ------------------------- | ------------------------- | --------------------- |
| Tra te e il mare          | Entre tú y mil mares      | 2 de setembro de 2000 |
| Il mio sbaglio più grande | Un error de los grandes   | 7 de janeiro de 2001  |
| Fidati di me              | Fiate de mí               | junho de 2001         |
| Volevo dirti che ti amo   | Quiero decirte que te amo | 2001                  |

## Desempenho nas tabelas musicais
| Paradas (2000)                              | Melhor posição |
| ------------------------------------------- | -------------- |
| Alemanha                                    | 34             |
| Bélgica                                     | 38             |
| Espanha                                     | 3              |
| Estados Unidos (Billboard Latin Pop Albums) | 13             |
| Estados Unidos (Billboard Latin Albums)     | 26             |
| Finlândia                                   | 4              |
| Itália                                      | 2              |
| Países Baixos                               | 40             |
| Suíça                                       | 2              |
| Suécia                                      | 41             |

| País           | Certificação |
| -------------- | ------------ |
| Estados Unidos | Ouro         |
| Finlândia      | Ouro         |
| México         | Ouro         |
| Espanha        | Platina      |
| Estados Unidos | Platina      |
| Suíça          | Platina      |